# Алякринский, Михаил Григорьевич

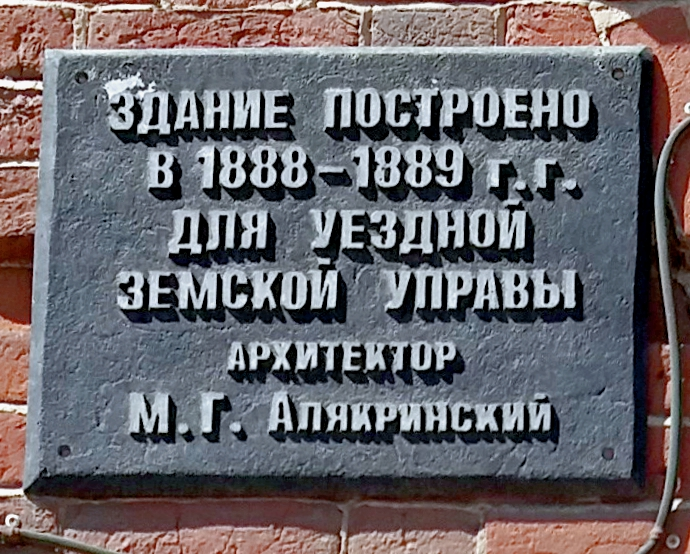
Мемориальная доска Алякринскому.

Михаил Григорьевич Алякринский (1852 — 1915) — российский архитектор, гражданский инженер, автор церковных и гражданских построек в Симбирске, Симбирской губернии и в Москве.

## Биография
Родился в 1852 году в Симбирске в семье действительного статского советника, члена Симбирского окружного суда Григория Ивановича Алякринского.
В 1873 году окончил Симбирскую мужскую классическую гимназию, в 1880 году — Санкт-Петербургский институт инженеров путей сообщения. Работал в должности инженера при Симбирской губернской земской управе. В 1900 году Алякринский переехал в Москву, где работал архитектором и инженером путей сообщения. Скончался в 1915 году.

## Постройки

Мемориальная доска М. Г. Алякринскому.

По проектам Михаила Алякринского в Симбирске построены:
- Здание Симбирского Уездной земской управы и Арестный дом (1888—1889, ныне Дом офицеров, Спасская улица)[1][6][7];
- Симбирское духовное училище (ныне медицинский факультет УлГУ)[8];
- Кирпичниковская и Конуринская богадельни с детским приютом (ныне старый корпус Ульяновского института гражданской авиации)[1];
- колокольня Воскресенско-Германовской церкви (утрачена, в последствии восстановлена)[1][9][10];
- Церковь Сошествия Святого Духа[11][12] и мастерские Симбирской чувашской учительской школы (ныне Ульяновское училище культуры)[1];
- корпуса Карамзинской колонии для душевнобольных и Владимирская церковь[13] (Посёлок имени Карамзина)[1];
- Пристрой Симбирской классической гимназии (1882—1883, ныне Гимназия № 1)[4];
- Пристрой Симбирского епархиального женского училища (1885—1888, ныне Ульяновский областной клинический госпиталь ветеранов войн)[4];
- В 1889 году разработал проект реконструкции Сергиевской церкви при Симбирской гимназии[14];
- Дом купца А. Ф. Красникова (1892, Ульяновский областной противотуберкулёзный диспансер, улица Гагарина, 14)[15];
- В 1893 году о проекту инженера М. Г. Алякринского, на средства симбирской купчихи Анастасии Кирпичниковой и других, на Покровском некрополе, был сооружён памятник Андрею Симбирскому. Памятник был построен на заводе Н. В. Голубкова[16].
- Дом бесплатных квартир (Спиридоновское убежище) Братолюбивого общества снабжения в Москве неимущих квартирами (с домовой церковью), 1906 (строительство 1905—1906, Москва, Протопоповский переулок, 19, строение 5)[5];

## Память
- На зданиях построенные по проекту Алякринского установлены мемориальные доски.
- В Музее-заповеднике «Родина В. И. Ленина» открылись выставки «Алякринский Михаил Григорьевич. Зодчий Симбирска»[17][18][19][20].

## Галерея

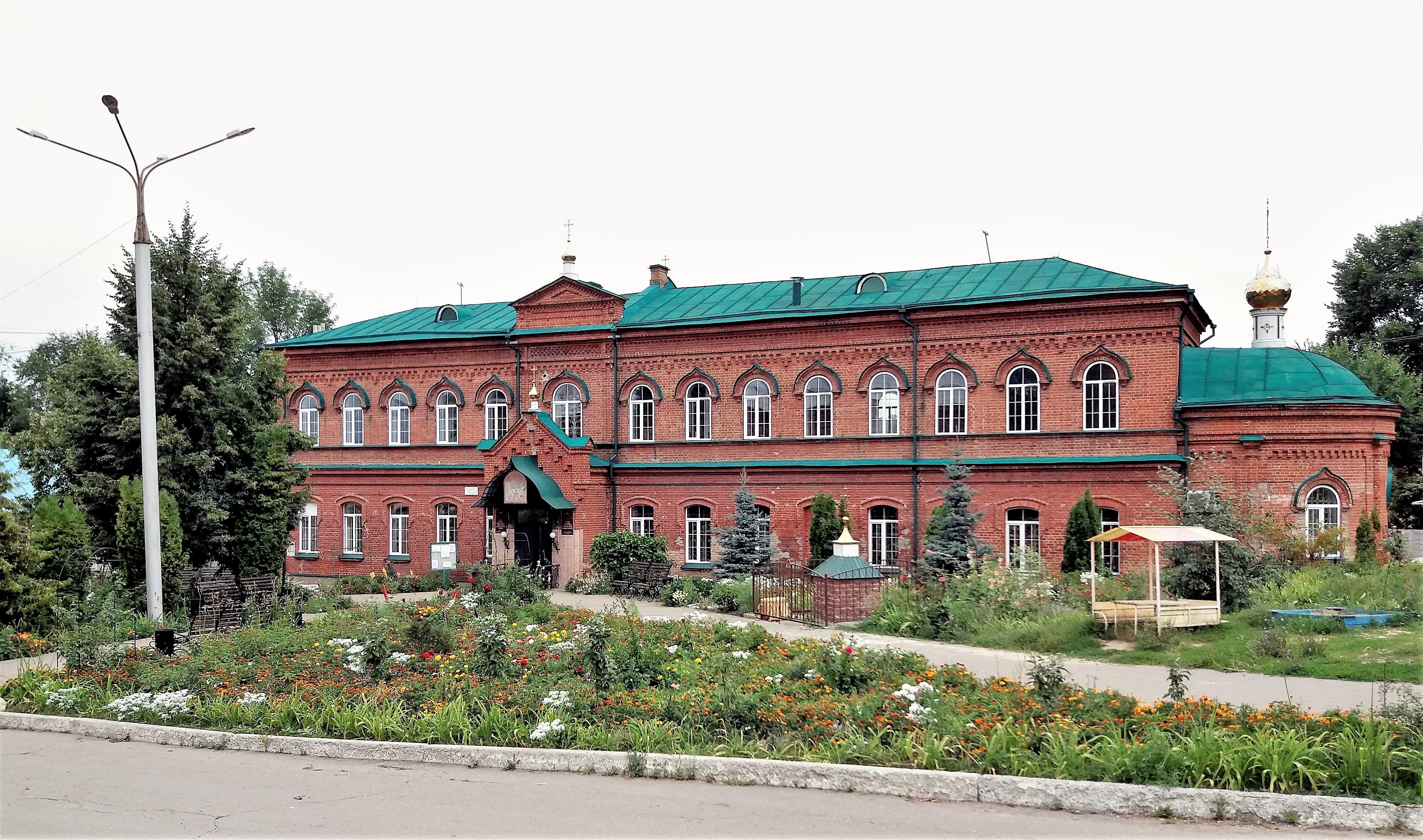
Храм во имя Сошествия Святого Духа на Апостолов.
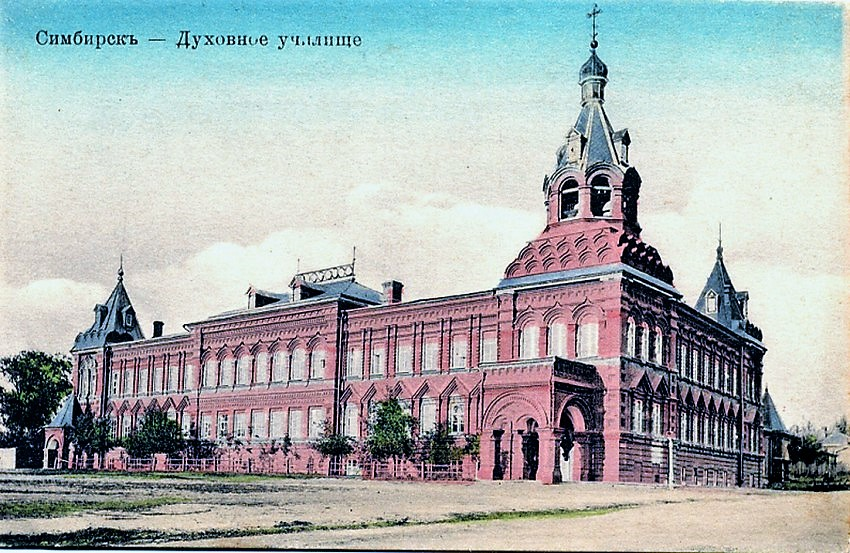
Здание Симбирского духовного училища.
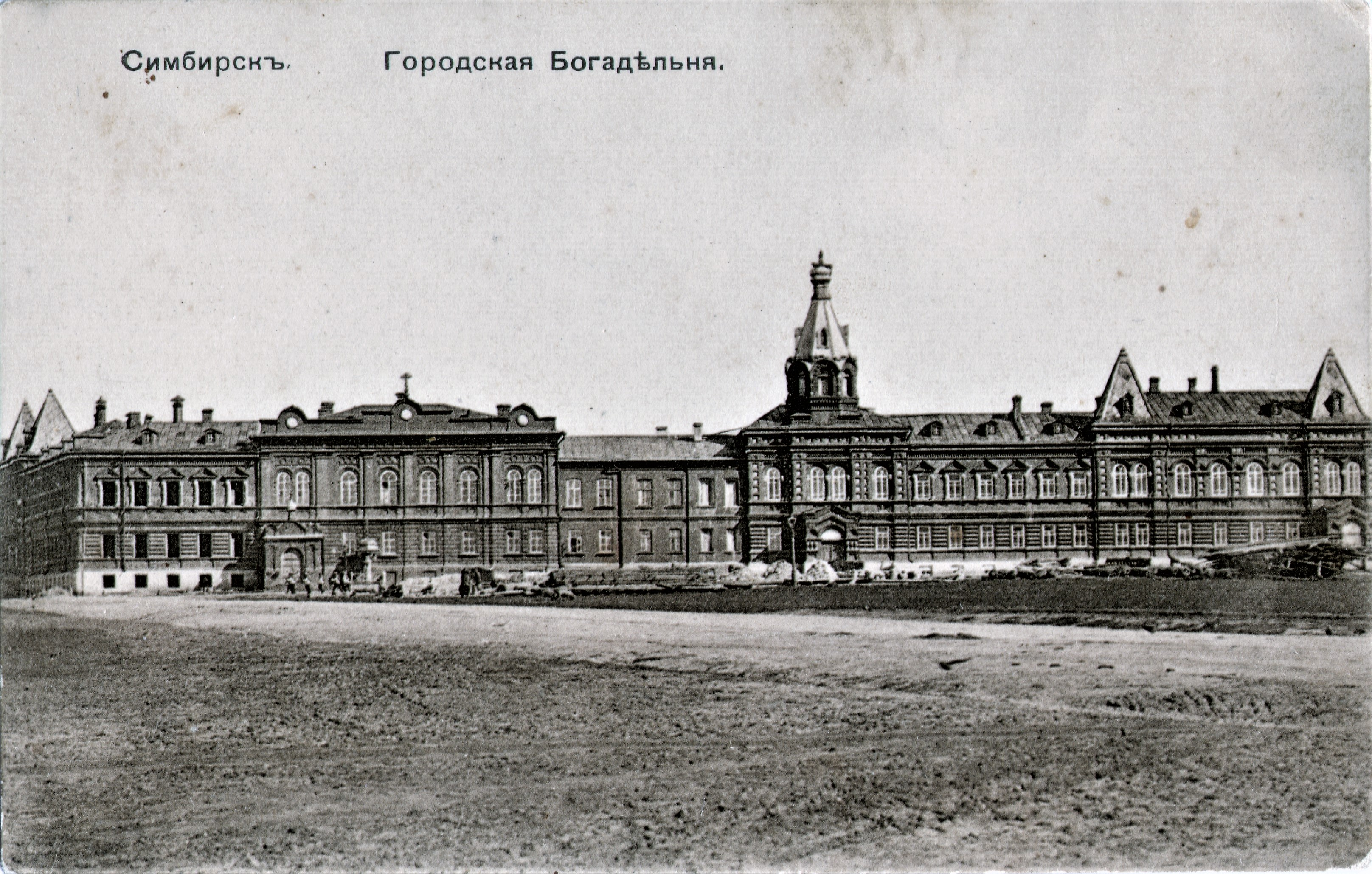
Городская богадельня, ныне старый корпус Ульяновского института гражданской авиации.
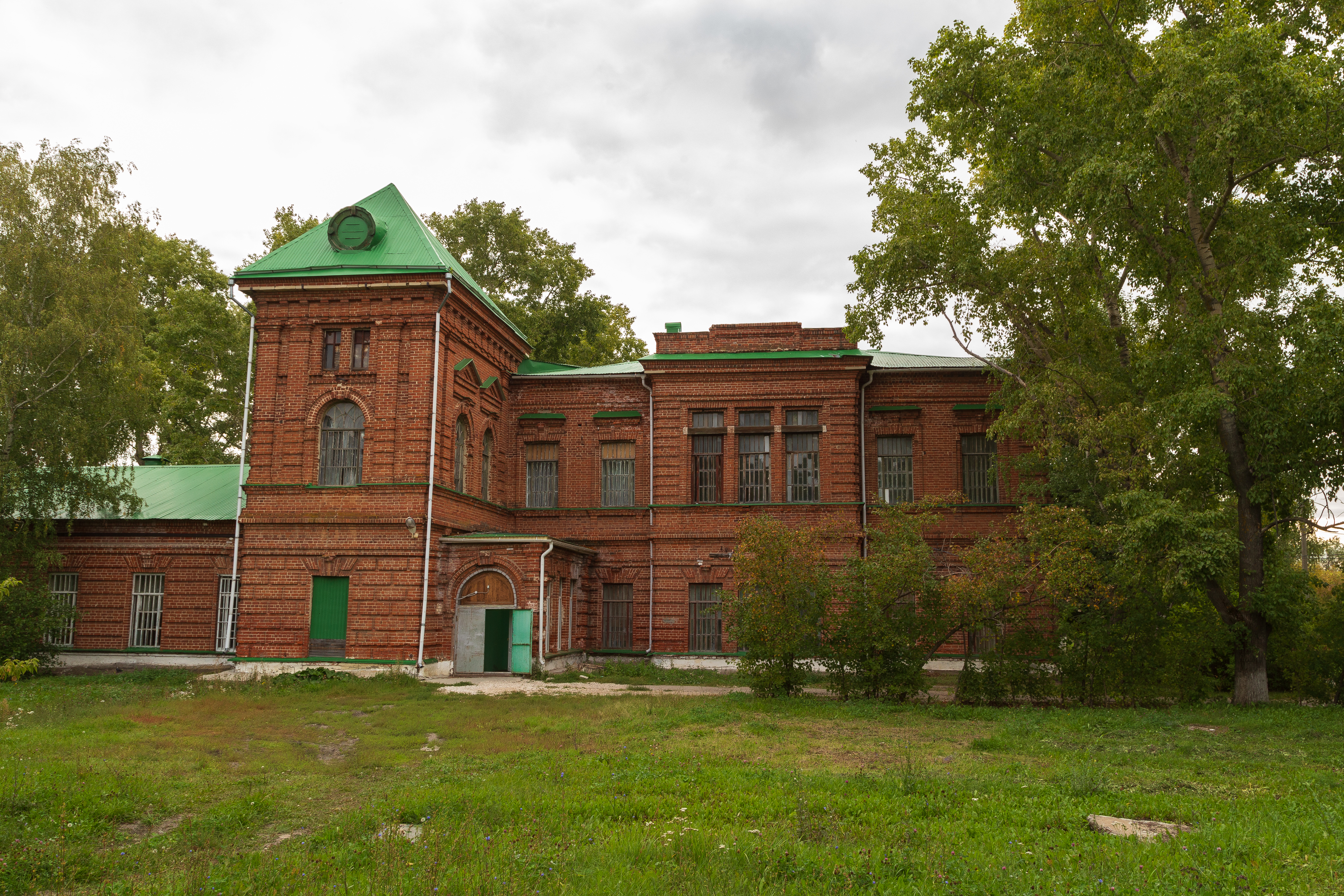
Здание главного мужского корпуса.
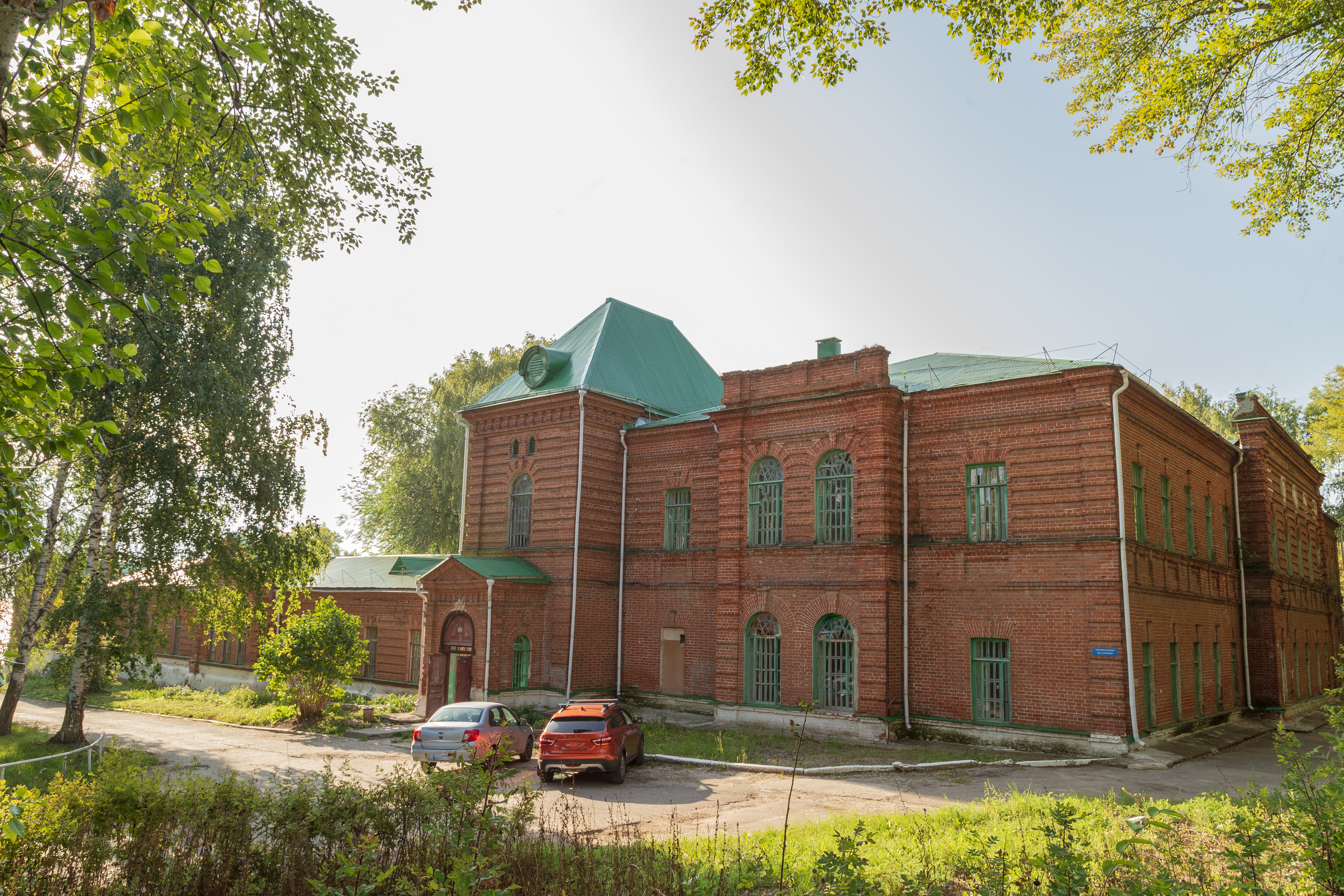
Женский корпус ПБ им. В. А. Копосова.
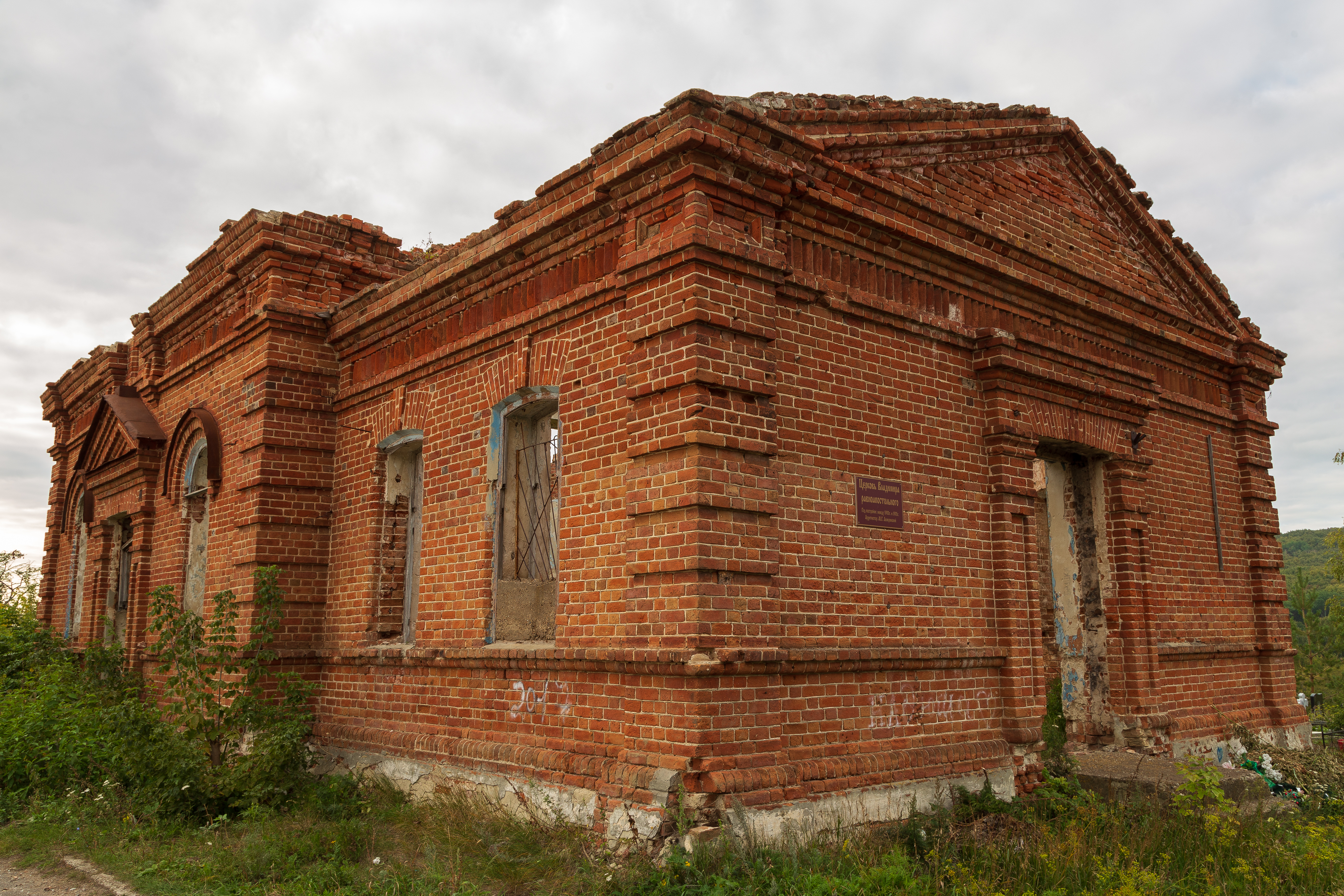
Церковь во имя Святого Равноапостольного Великого князя Владимира (Посёлок имени Карамзина).
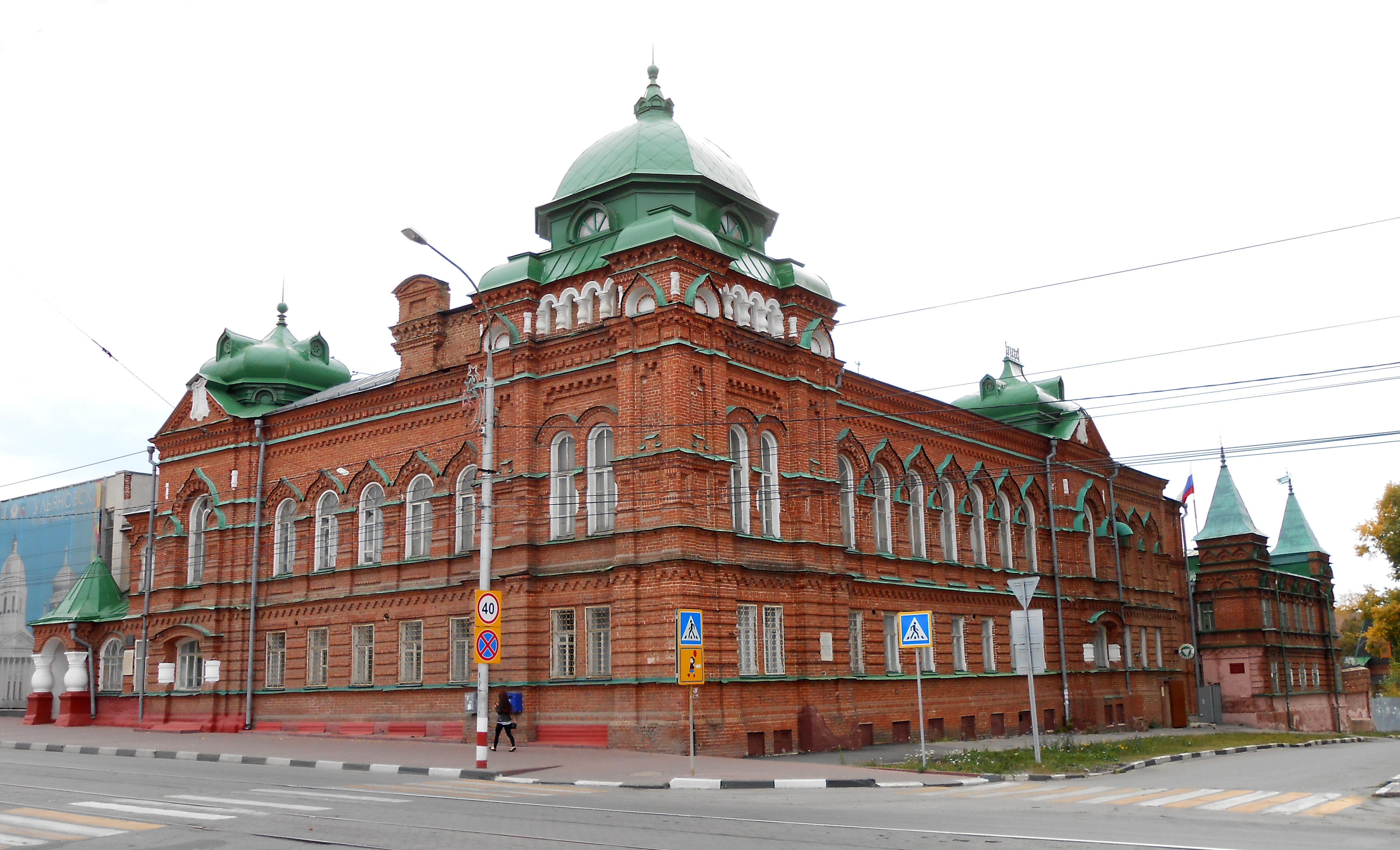
Здание Уездной земской управы и Арестный дом (ныне Дом офицеров, Спасская улица).
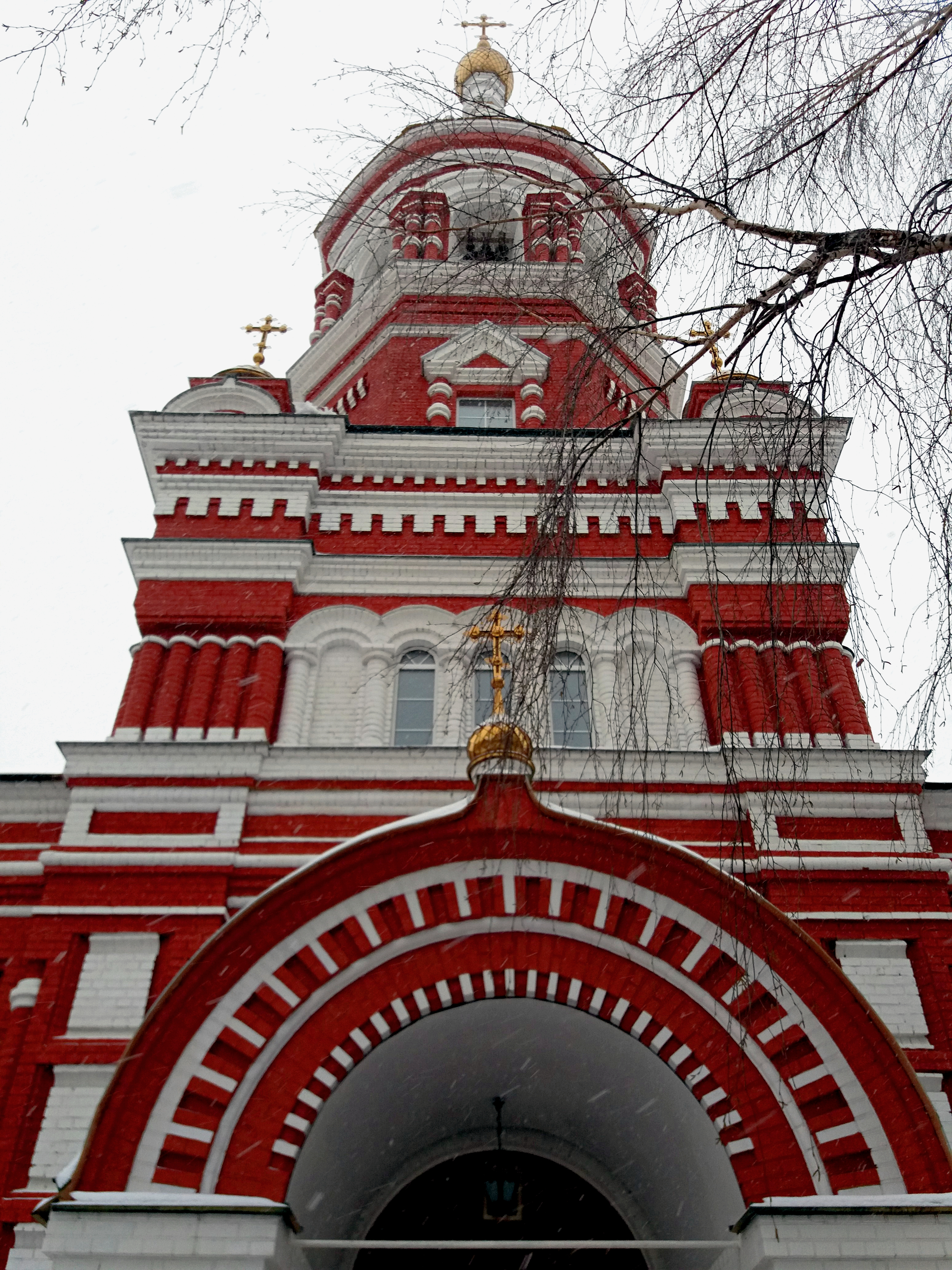
Колокольня Воскресенско-Германовского храма (Ульяновск).
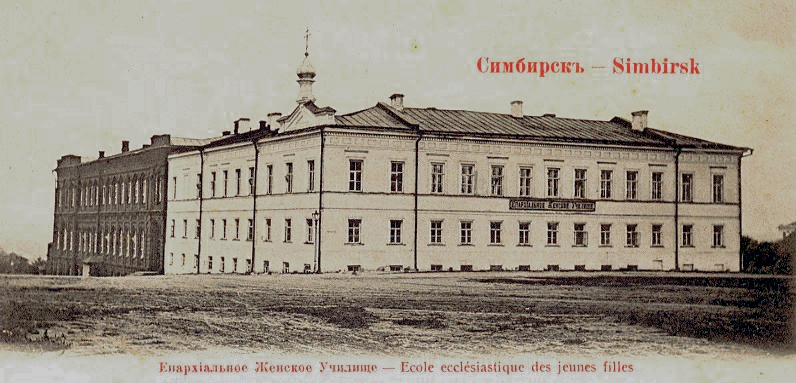
Епархиальное женское училище, пристрой.
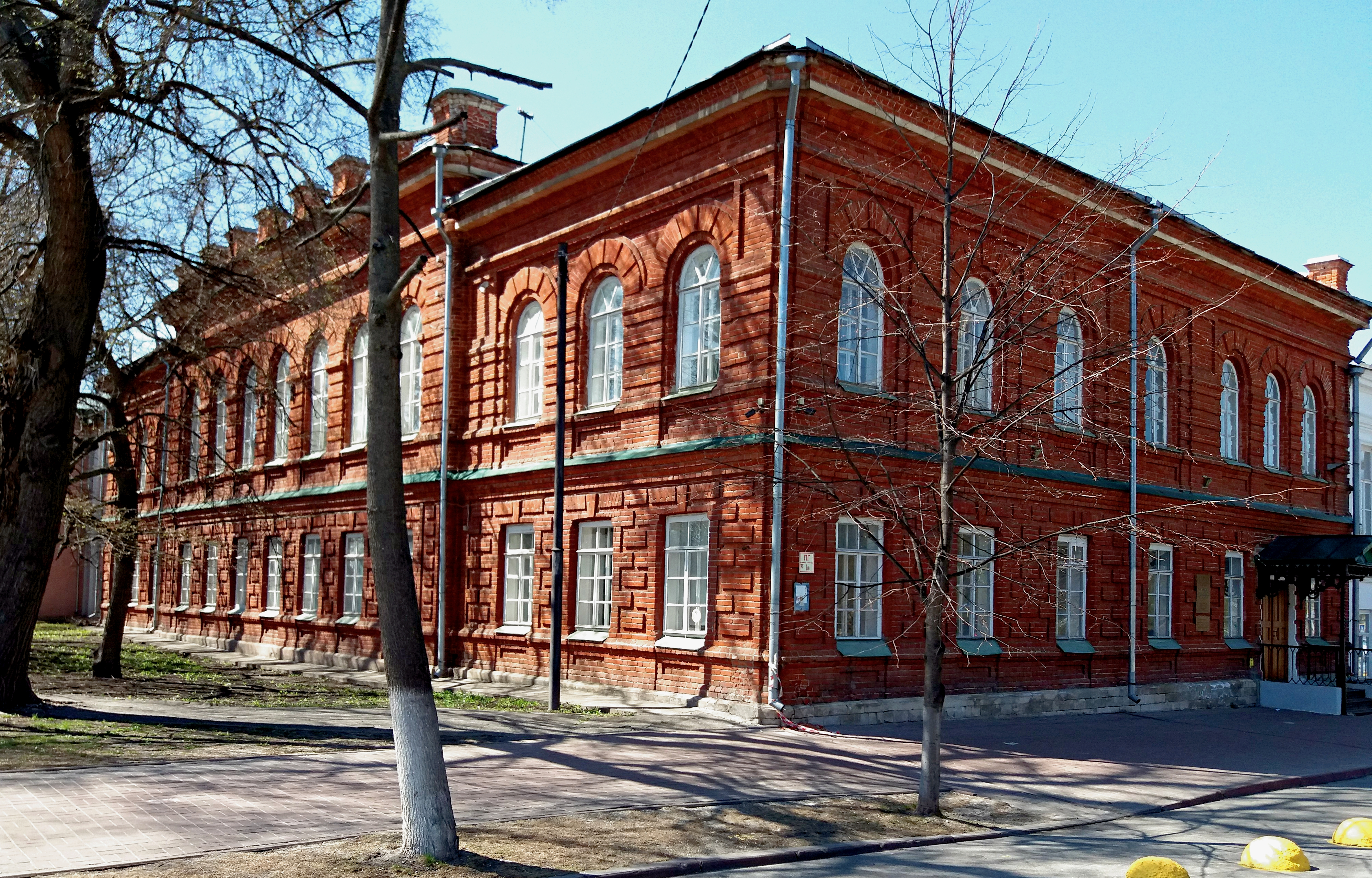
Здание-пристройка Симбирской гимназии (1883).
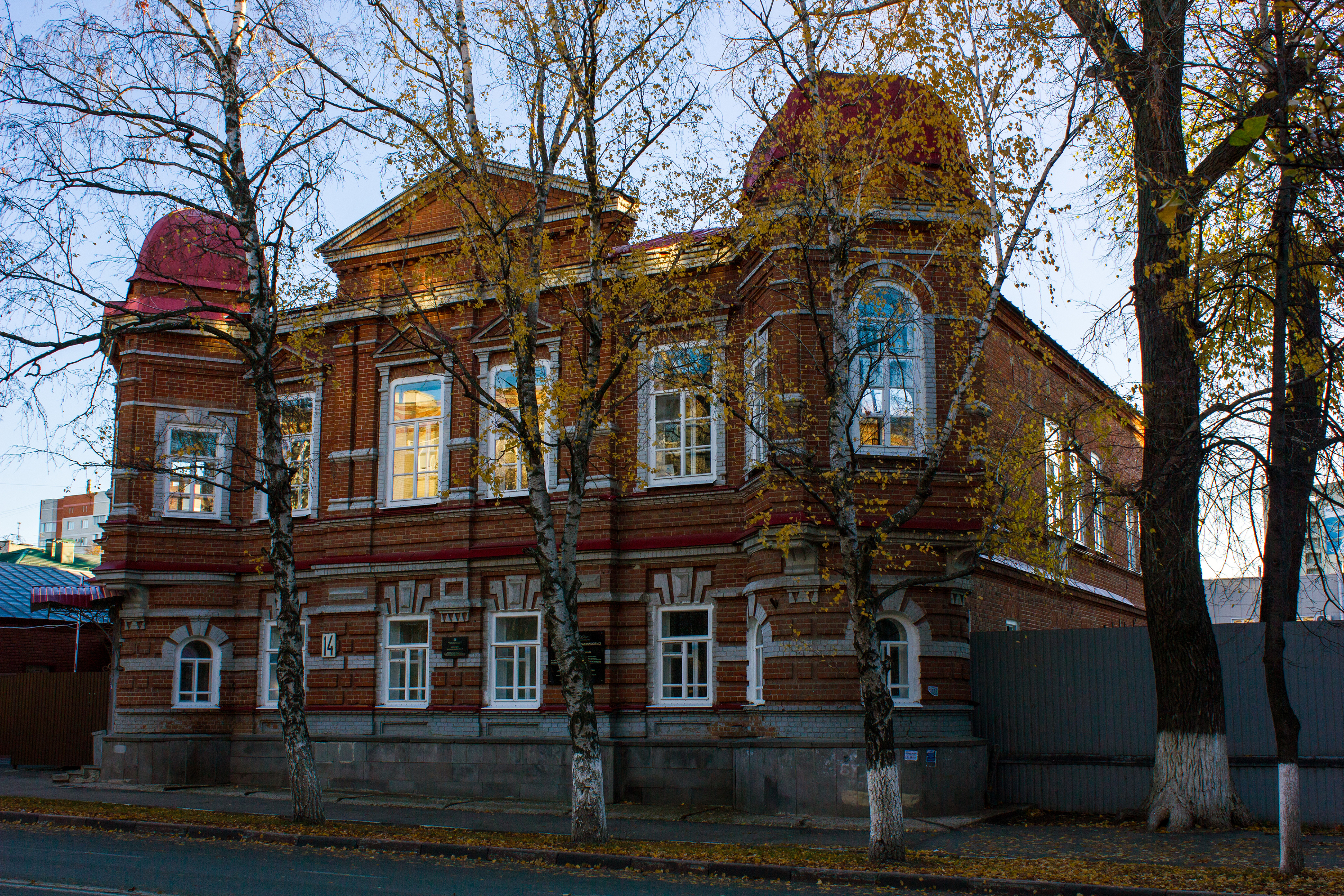
Жилой дом, ул. Гагарина, 14.
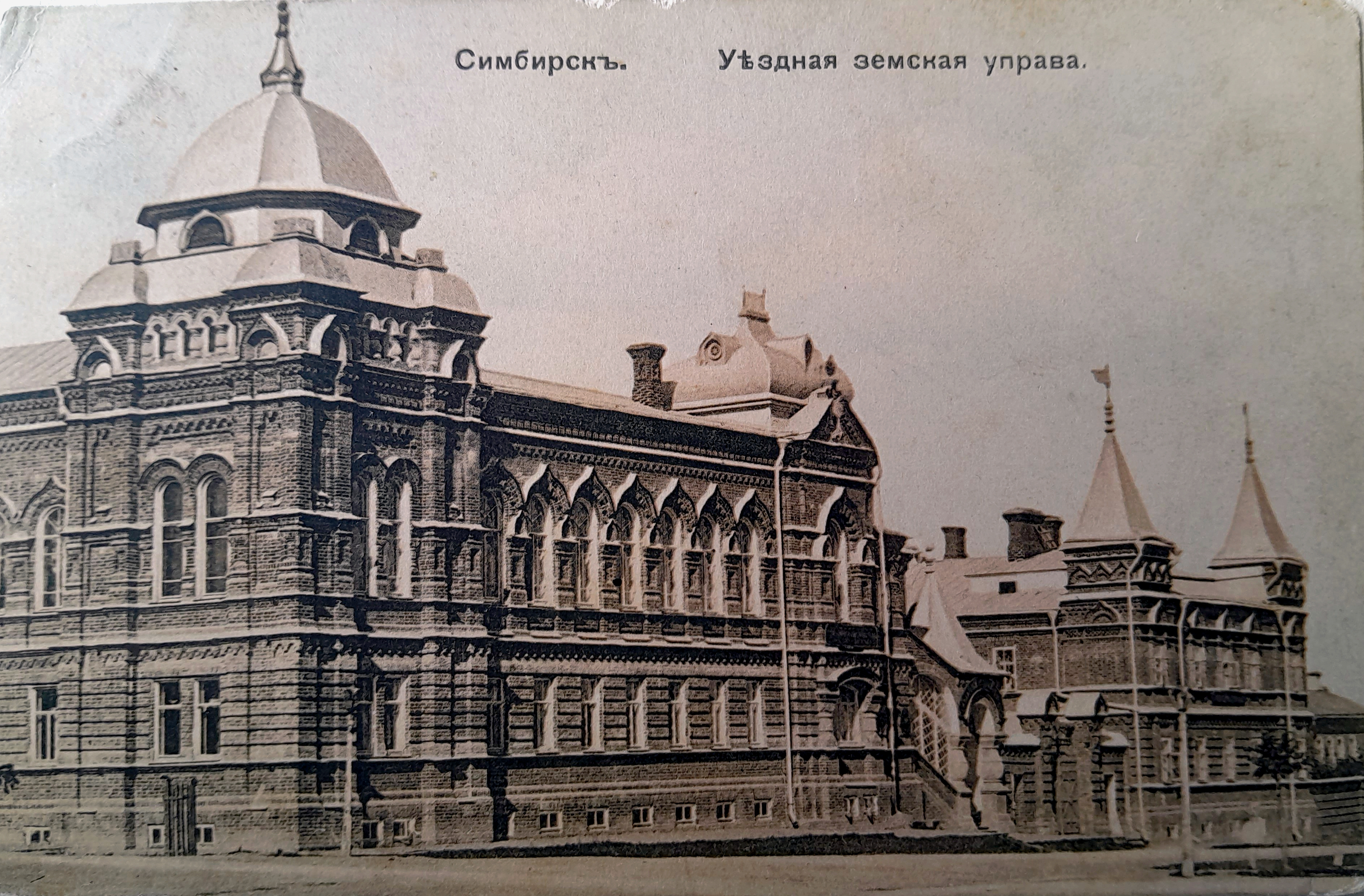
Дом уездного земства (1889, Симбирск).
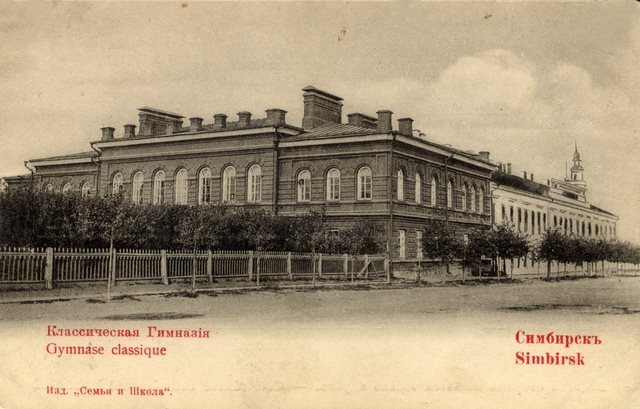
Симбирская классическая гимназия.
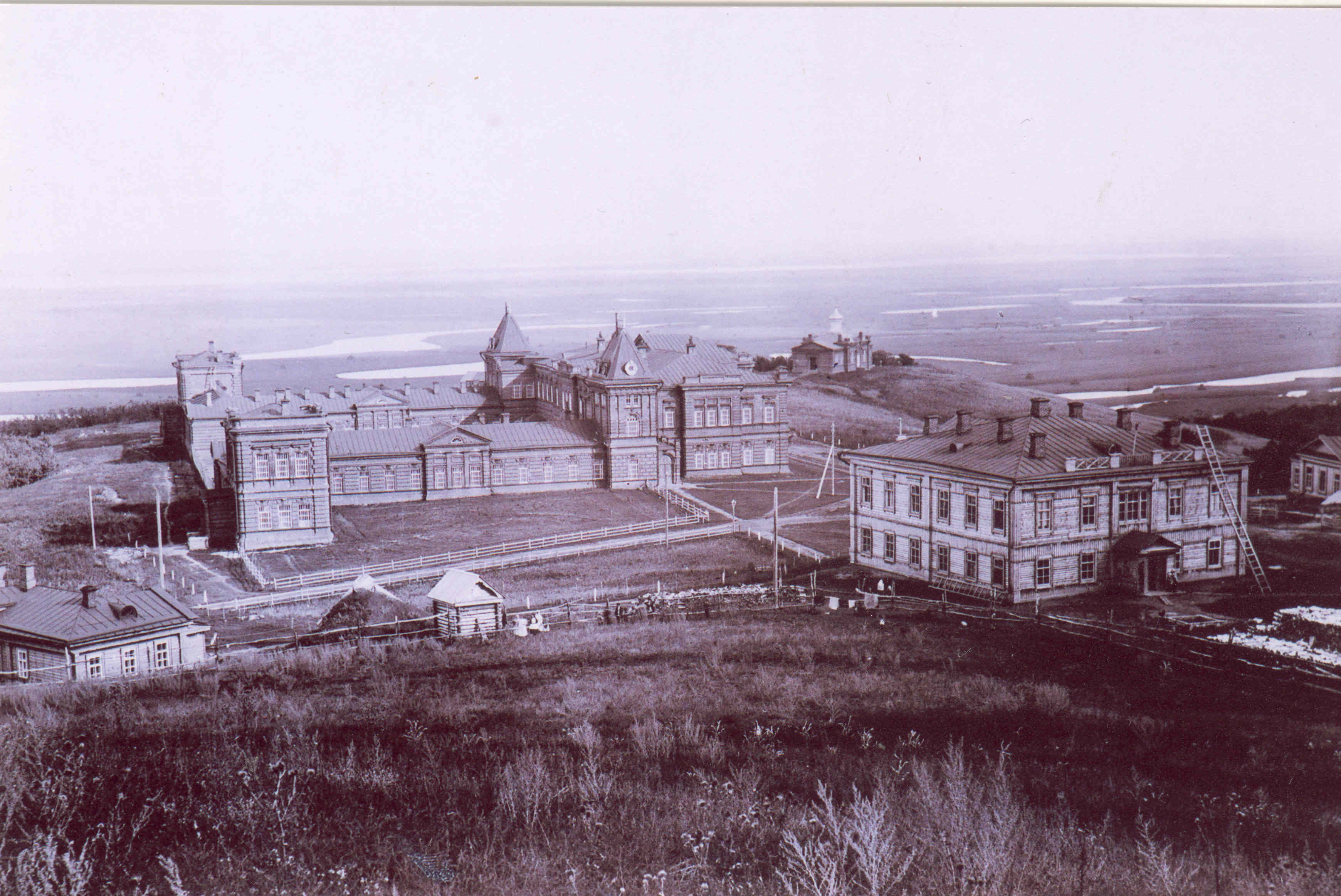
Посёлок имени Карамзина (фото 1910).
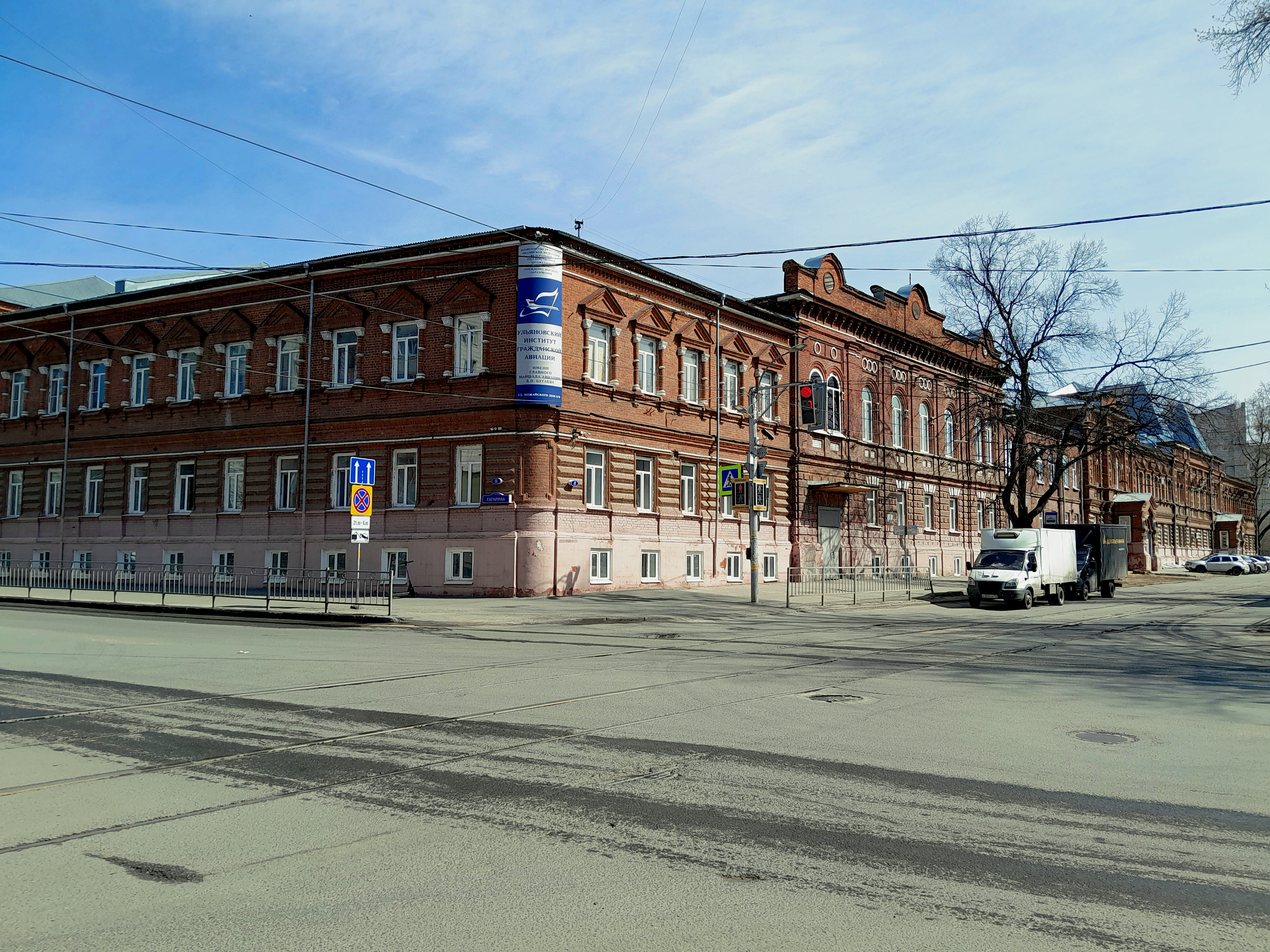
Ульяновский институт ГА.
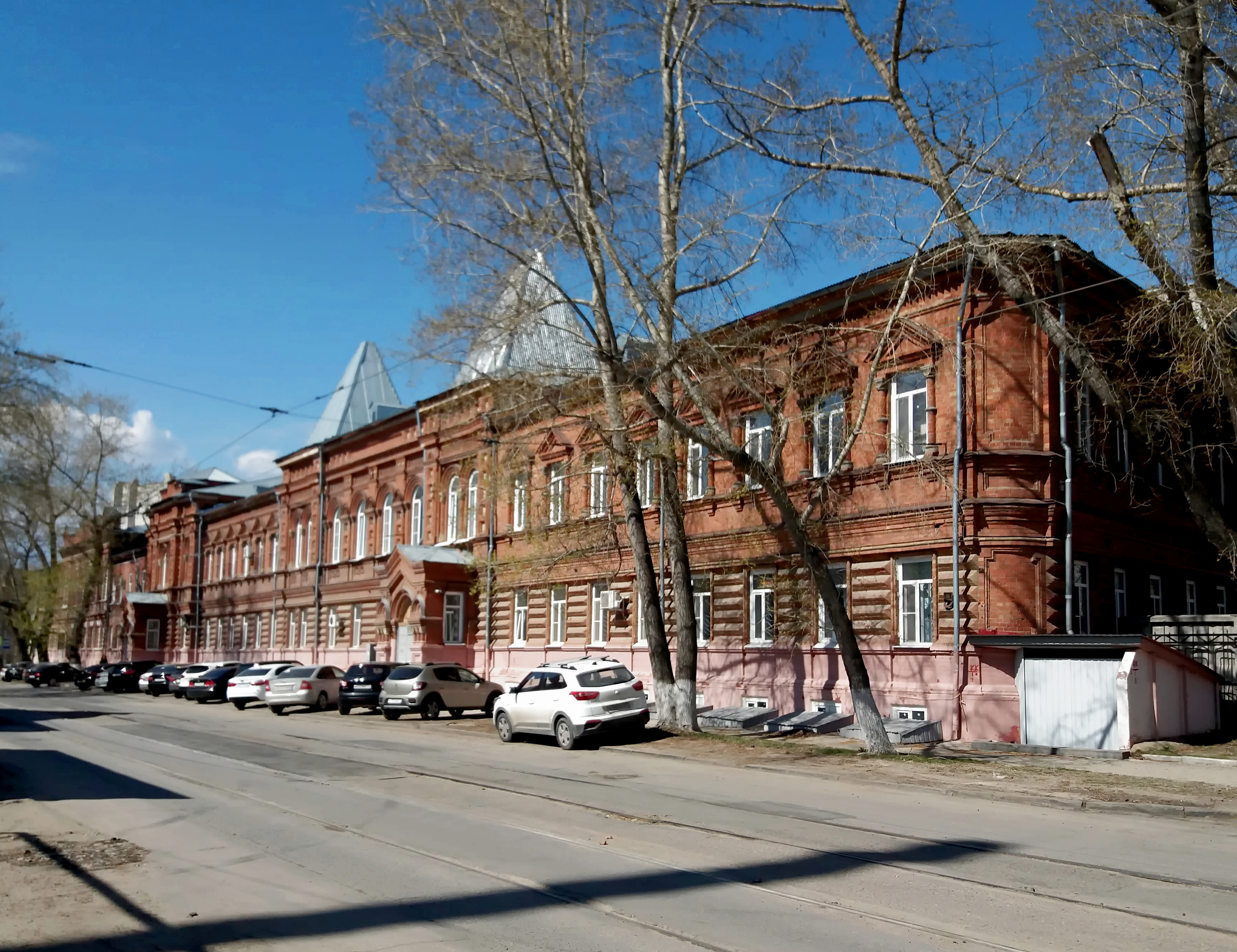
Здание УИ ГА.